# العلاقات البلغارية الدومينيكية
العلاقات البلغارية الدومينيكية هي العلاقات الثنائية التي تجمع بين بلغاريا ودومينيكا.

## مقارنة بين البلدين
هذه مقارنة عامة ومرجعية للدولتين:
| وجه المقارنة                                              | بلغاريا                                                                             | دومينيكا              |
| --------------------------------------------------------- | ----------------------------------------------------------------------------------- | --------------------- |
| المساحة (كم2)                                             | 110.99 ألف                                                                          | 751                   |
| عدد السكان (نسمة)                                         | 7.08 مليون                                                                          | 73.92 ألف             |
| الكثافة السكانية (ن./كم²)                                 | 63.79                                                                               | 9.84 ألف              |
| العاصمة                                                   | صوفيا                                                                               | روسو                  |
| اللغة الرسمية                                             | اللغة البلغارية                                                                     | لغة إنجليزية          |
| العملة                                                    | ليف بلغاري                                                                          | دولار شرق الكاريبي    |
| الناتج المحلي الإجمالي (بليون دولار)                      | 56.83 مليار                                                                         | 562.54 مليون          |
| الناتج المحلي الإجمالي (تعادل القوة الشرائية) بليون دولار | 130.99 مليار                                                                        | 789.63 مليون          |
| الناتج المحلي الإجمالي الاسمي للفرد دولار أمريكي          | 8.03 ألف                                                                            | 7.12 ألف              |
| الناتج المحلي الإجمالي للفرد دولار أمريكي                 | 17.21 ألف                                                                           | 10.88 ألف             |
| مؤشر التنمية البشرية                                      | 0.782                                                                               | 0.724                 |
| رمز المكالمات الدولي                                      | +359                                                                                | +1767                 |
| رمز الإنترنت                                              | .bg، .бг ‏                                                                           | .dm                   |
| المنطقة الزمنية                                           | ت ع م+02:00، ت ع م+03:00، أوروبا/صوفيا ‏، توقيت شرق أوروبا، توقيت شرق أوروبا الصيفي ‏ | 00، توقيت أطلنطي موحد |

## منظمات دولية مشتركة
يشترك البلدان في عضوية مجموعة من المنظمات الدولية، منها:
| علم المنظمة | اسم المنظمة                        | تاريخ انضمام بلغاريا | تاريخ انضمام دومينيكا |
| ----------- | ---------------------------------- | -------------------- | --------------------- |
|             | يونسكو                             | 17 مايو 1956         | 9 يناير 1979          |
|             | وكالة ضمان الاستثمار متعدد الأطراف | 23 سبتمبر 1992       | 7 أكتوبر 1991         |
|             | الأمم المتحدة                      | 14 ديسمبر 1955       | 18 ديسمبر 1978        |
|             | الاتحاد البريدي العالمي            | ?                    | ?                     |
|             | البنك الدولي للإنشاء والتعمير      | 25 سبتمبر 1990       | 29 سبتمبر 1980        |
|             | الاتحاد الدولي للاتصالات           | 18 سبتمبر 1880       | 28 أكتوبر 1996        |
|             | منظمة حظر الأسلحة الكيميائية       | ?                    | ?                     |
|             | مؤسسة التمويل الدولية              | 22 يوليو 1991        | 29 سبتمبر 1980        |
|             | منظمة التجارة العالمية             | 1 ديسمبر 1996        | ?                     |
|             | منظمة الشرطة الجنائية الدولية      | ?                    | ?                     |

## وصلات خارجية
- موقع وزارة الخارجية البلغارية